# Вязники
Вя́зники — город (с 1778) в России. Административный центр Вязниковского района Владимирской области. Центр городского поселения город Вязники. Расположен на правом берегу реки Клязьмы, в 93 километрах на восток от областного центра города Владимира по федеральной автомобильной дороге М-7 «Волга».
Население 36 203 чел. (2021).
Распоряжением Правительства РФ от 29 июля 2014 года № 1398-р «Об утверждении перечня моногородов» город включён в категорию «Монопрофильные муниципальные образования Российской Федерации (моногорода) со стабильной социально-экономической ситуацией».

## Этимология

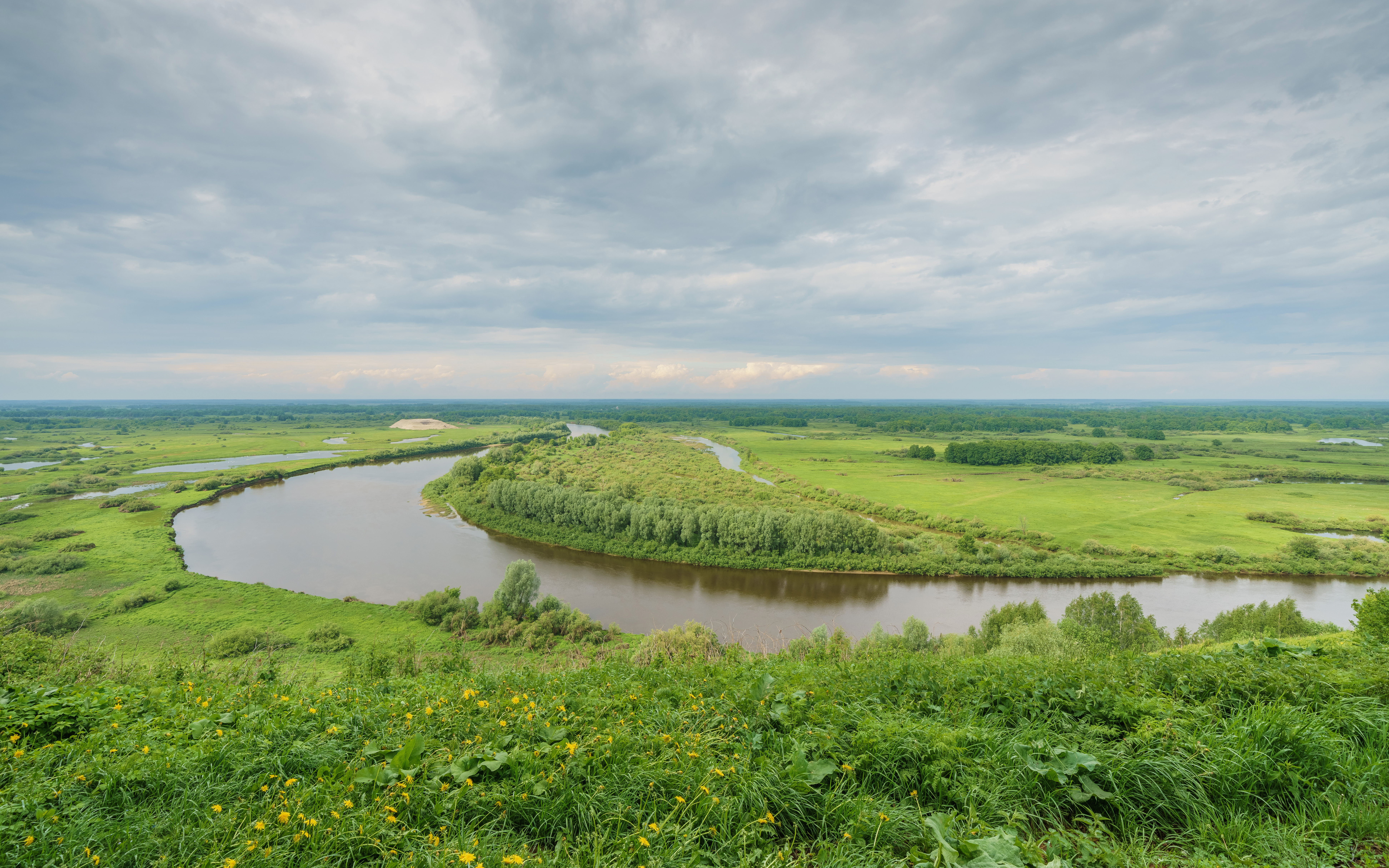
Вид на реку Клязьму со смотровой площадки

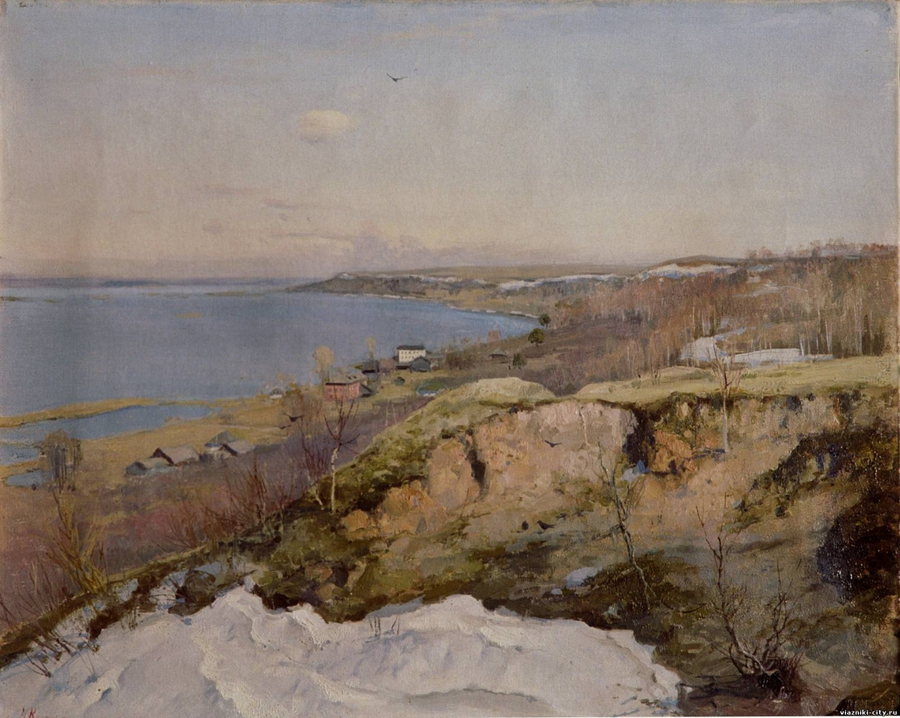
Николай Клодт. Разлив Клязьмы под Вязниками

Наиболее распространённая точка зрения связывает название города с произраставшими в нём и в окрестностях вязами, древнерусское слово вязник имеет значение «вязовый лес». А. А. Тиц, ссылаясь на один из рукописных текстов, полагает, что слобода, а затем и город могли получить своё название от расположения «на вязьях», то есть на вязком, болотистом месте. Наконец, народная этимология связывает название города с нелюбимым народом злым и несправедливым князем по имени Кий. Однажды во время охоты на берегу Клязьмы он увяз в болоте, но помощи не дождался и погиб под крики людей «Вязни, Кий!».

## География
Город расположен на правом берегу Клязьмы, в северо-западной части Вязниковско-Гороховецкого плато. Окружающий рельеф представляет собой пологоувалистую водоледниковую равнину со слабовыраженными ложбинами и лощинами стока рек Ока и Клязьма с отметками поверхности от 80 до 149 м над уровнем моря. Леса занимают около 40 % территории, преобладают дерново-подзолистые почвы.

## История

#### Предыстория возникновения города
Наиболее древние поселения людей на территории края датируются эпохой мезолита (8—10 тыс. лет назад), все их стоянки Заборочье, Якушиха, Холомониха найдены в низинной левобережной пойме реки Клязьма. Селища более позднего времени встречаются в том числе и на правобережной части, где находится современный город Вязники, это эпоха неолита: район погоста «Серапионова пустынь», около д. Порзамка и д. Липовская усадьба, эпоха бронзы: Лапино, Большие и Малые Удолы, Заборочье и др. Происхождение первых поселенцев относят к финно-угорским народам. По роду занятий это были преимущественно охотники, бортники и рыболовы, которые селились небольшими родовыми сообществами по берегам рек и озёр, богатых рыбой. На протяжении тысячелетий на территории Волго-Окского междуречья сформировалось несколько финно-угорских племён со своей культурой, район современного города Вязники находился на территории племени меря и примыкающего к нему с юга племени мурома.
С IV века н. э. начался процесс славянской колонизации. Славянские племена кривичей и вятичей шли с юго-запада, первая волна переселенцев пришлась на IV—V вв. н. э. и была вызвана климатическими и политическими катаклизмами в Европе, вторая волна, в X веке н. э., стала следствием бегства славян языческой веры от насильственной христианизации. Несмотря на различия в языке и культуре, взаимоотношения финно-угорских и славянских племён были достаточно мирными, однако культура более социально активных славян постепенно начинала доминировать. Приход в XI—XII вв. киевских князей-славян и последовавшее крещение Северо-восточной Руси привели к тому, что часть мерянских языческих родов ушла обратно на северо-восток, образовав там племя мари (марийцы), а часть, переняв славянский язык и культуру, постепенно окончательно ассимилировалась во вновь возникшую русскую общность. Финно-угорские корни до настоящего времени сохранились во многих названиях рек, озёр и урочищ в окрестностях города, с марийским языком также связывают происхождение некоторых распространённых русских фамилий.

#### Ярополч-Залесский
Город Вязники ведёт историю от древнего города-крепости Ярополч-Залесский, который располагался в 5 км ниже по р. Клязьма, в районе современных сёл Лапино и Пировы-Городищи. Раскопки показали существование на этом месте мерянского и славянского поселений во второй половине I тысячелетия н. э. а также следы более древних поселений эпохи бронзы Волосовской культуры. История возникновения и причина гибели Ярополча-Залесского доподлинно неизвестны, по господствующей версии он был основан князем Ярополком Владимировичем в 1135—1138 гг. и прекратил существование после сожжения в 1239 году войсками Батыя и Субедея. Тем не менее существуют разные гипотезы, в частности возможной причиной оставления столь хорошо оборудованного места могла стать эпидемия чумы, прошедшая на Руси в середине XIV века.. Город играл роль сторожевого форпоста на северо-восточной границе древнерусского государства, являясь частью так называемой Бережецкой дороги, которая объединяла пограничные города-крепости Бережец, Гороховец, Ярополч-Залесский, Стародуб-на-Клязьме, а также олицетворял собой княжескую власть в регионе, став центром Ярополчской волости. После гибели Ярополча Залесского Ярополчская волость продолжала существовать, её центр переместился в соседнее село Пировы Городищи и западнее, в район новых растущих сёл Бутыры и Толмачево, расположенных уже на территории современного г. Вязники. Стратегическое значение крепость к этому времени уже потеряла, Нижний Новгород, вставший на слиянии рек Ока и Волга, отодвинул границы Северо-Восточной Руси далеко на восток.

#### Ярополч на Мининой горе
Новый город Ярополч был построен уже на территории современного г. Вязники в 1657 г. по указу царя Алексея Михайловича, ранее на этом месте стояло село Минино, вотчина боярина Фёдора Мстиславского. В настоящее время возвышенность, на которой располагался древний город, называется Минина гора или Барская гора, на ней возвышается Троицкая церковь с колокольней. Строительством руководил воевода Суббота Семёнович Чаадаев, к работам привлекались люди из Гороховца, Сарыева, деревень вблизи Суздаля и Мурома. Новое возведение сильных укреплений было вызвано не внешней угрозой, а возросшей напряжённостью внутри страны, связанной с Московской смутой 1648 года, многочисленными бунтами чёрных людей в разных городах, с набиравшим силу Расколом в Русской церкви, вылившимися в итоге в масштабную крестьянскую войну под предводительством Степана Разина.
Ярополч представлял собой земляной город четырёхугольной формы с каменными башнями по углам (с. Минино было переименовано в Ярополчский Городок), внутри располагалась большинство дворов зажиточных ярополчан (современная ул. Киселёва), казённый амбар, зелейный (пороховой) погреб, кружечный двор, приказная и губная (пыточная) избы, деревянный храм во имя Архистратига Михаила и церковь Святой Троицы. В декабре 1677 года Ярополч посетил, едущий во Флорищенскую пустынь, царь Фёдор Алексеевич. В 1703 году все строения и стены города уничтожил сильный пожар, восстанавливать детинец не стали и Ярополч вновь превратился в обычное сельское поселение, которое присоединилось к уже сформировавшемуся неподалёку городу Вязники в 1848 году. В 1708 году стал городом Казанской губернии. Каменные башни были со временем разрушены, последняя прекратила существование в 1837 году во время проведения Московско-Нижегородского шоссе.

#### Возникновение и развитие торгово-промышленной слободы Вязники

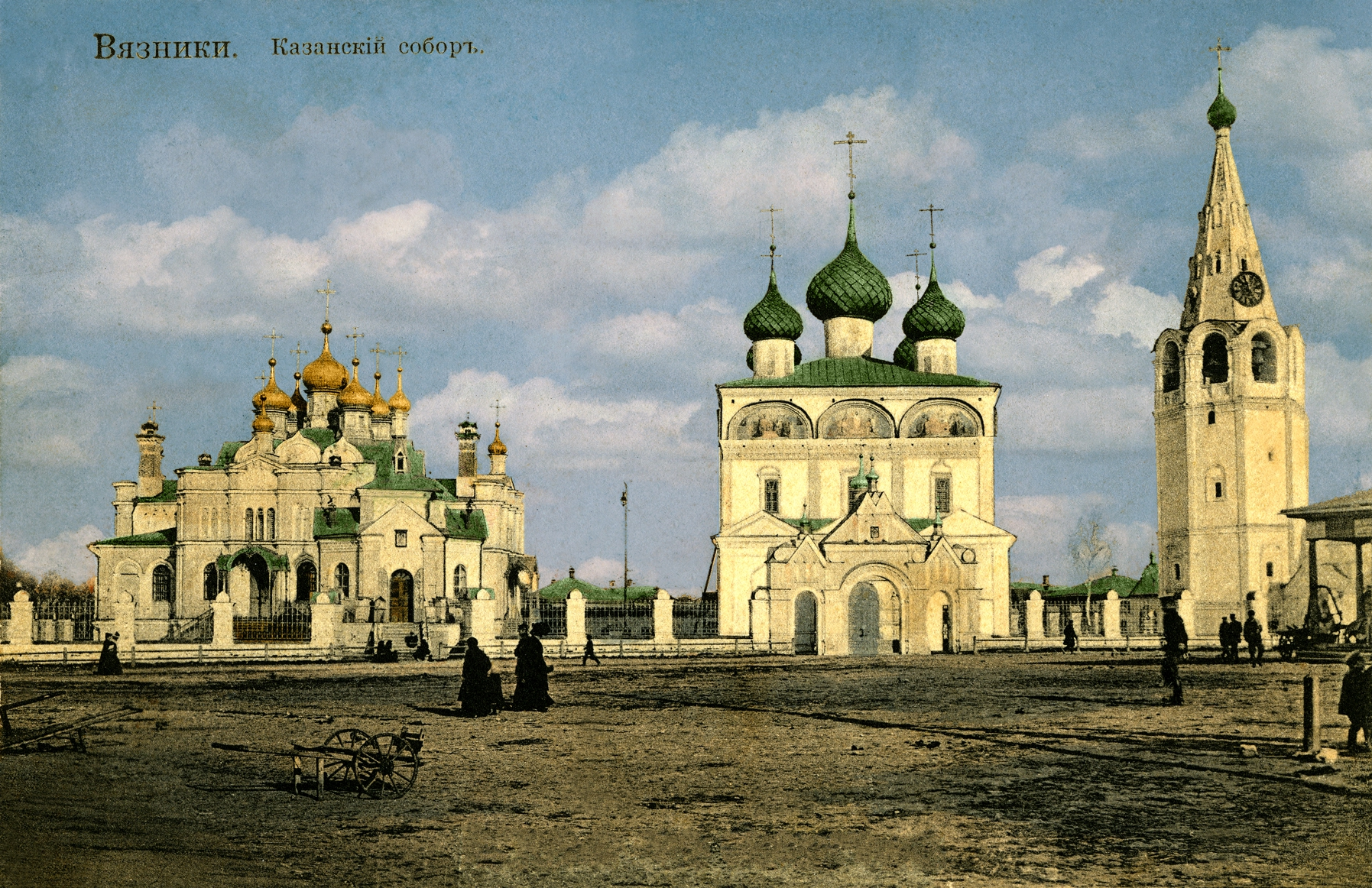
Казанский собор (1674) (снесён к 1936 году). Открытка 1900-х годов.

Впервые Вязниковская торгово-промышленная слобода Ярополча упоминается в 1585 году. С 1622 года стала местом паломничества к Казанской иконе Божьей Матери. С начала XVIII века Ярополч пришёл в упадок, и Вязники постепенно переняли у него статус города, превращаясь в крупный центр выращивания льна и выработки льняной пряжи, полотна и пеньковых канатов. Развивались также иконопись, резьба по дереву, огородничество и садоводство (в том числе выведены знаменитый вязниковский, впоследствии владимирский сорт вишни, вязниковский сорт огурцов.
В начале XVII века Вязниковской слободой владели вдова Ф. И. Мстиславского (XVI век — 1622) Ирина Михайловна и его сестра Ирина Ивановна, которые в 1622 году подарили Никольской церкви Вязниковской слободы икону Казанской Божией Матери, написанную иноком Николо-Шартомского монастыря Иоакимом. В 1640 году Вязниковскую слободу посетил царь Михаил Фёдорович, чтобы принять участие в богослужении перед Вязниковской Казанской иконой Богоматери. Вязниковский Казанский собор упоминается в писцовых книгах 1653 года как соборная Казанская церковь. В 1670—1674 годах строится уже каменная соборная Казанская церковь. Около 1700 года главы на соборе были укреплены и обновлены. В 1703 году случился большой пожар и Вязниковская слободка сгорела, повредилась ли при этом соборная церковь, сведений не сохранилось. В 1744 году верх собора был обновлён.
В 1778 году указом Екатерины II Вязники официально получили статус уездного города Вязниковского уезда Владимирской губернии. В это время в Вязниках насчитывалось 486 деревянных и семь каменных домов, 1925 жителей, 89 торговых лавок и семь питейных домов, Благовещенский монастырь (1643) и три церкви. В монастырской библиотеке было несколько книг XVII века, синодик 1651 года с записями старинных родов, 40 старинных грамот (с 1649 года). Действовали три полотняных мануфактуры (первая была основана в 1749 году купцом Степаном Колбаковым), 15 маслобойных заводов и 15 кузниц.
В 1781 году Петербургская герольдмейстерская контора утвердила герба города. В гербе закреплено официальное название города от произраставших в нём вязов. Над вязом, в верхней части геральдического щита, красовался в красном поле лев в железной короне с длинным серебряным крестом — герб Владимира, губернского города Владимирской губернии, в которую входили Вязники с их уездом.
В 1790 году был утверждён первый генеральный план застройки города, который утверждал регулярную схему улиц. Ярополч, в начале XIX века превратившийся в слободу, с 1848 года стал частью Вязников.

#### Развитие города

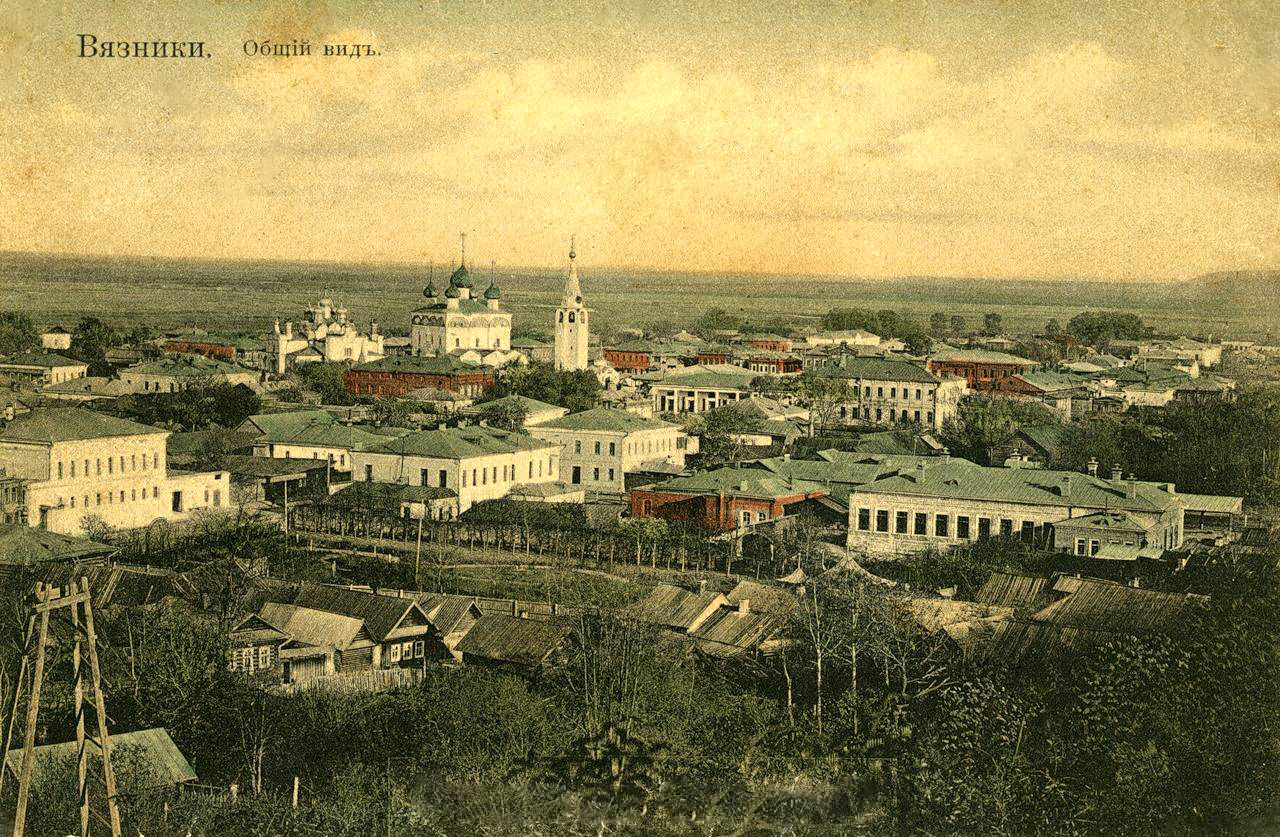
Вязники. Вид на город. Примерно 1900-е года.

В 1828 году вязниковский фабрикант Е. Г. Елизаров одним из первых в России внедрил на своей фабрике льнопрядильную машину и паровую машину Уатта. Началась механизация производства. Вязники превратились в один из крупнейших центров льнопрядения и льноткачества России. К концу XIX века в городе и уезде, помимо большого количества мелких производств, работали 17 крупных полотняно-ткацких фабрик промышленников Демидовых https://ru.m.wikipedia.org/wiki/%D0%94%D0%B5%D0%BC%D0%B8%D0%B4%D0%BE%D0%B2,_%D0%90%D0%BB%D0%B5%D0%BA%D1%81%D0%B0%D0%BD%D0%B4%D1%80_%D0%92%D0%B0%D1%81%D0%B8%D0%BB%D1%8C%D0%B5%D0%B2%D0%B8%D1%87, Елизаровых и Сеньковых. Текстильная продукция была широко представлена на Нижегородской и Ростовской ярмарках, шла за границу, была неоднократно отмечена наградами. Кроме того, работала бумажно-обёрточная фабрика Демидовых и винокуренный завод братьев Голубевых.

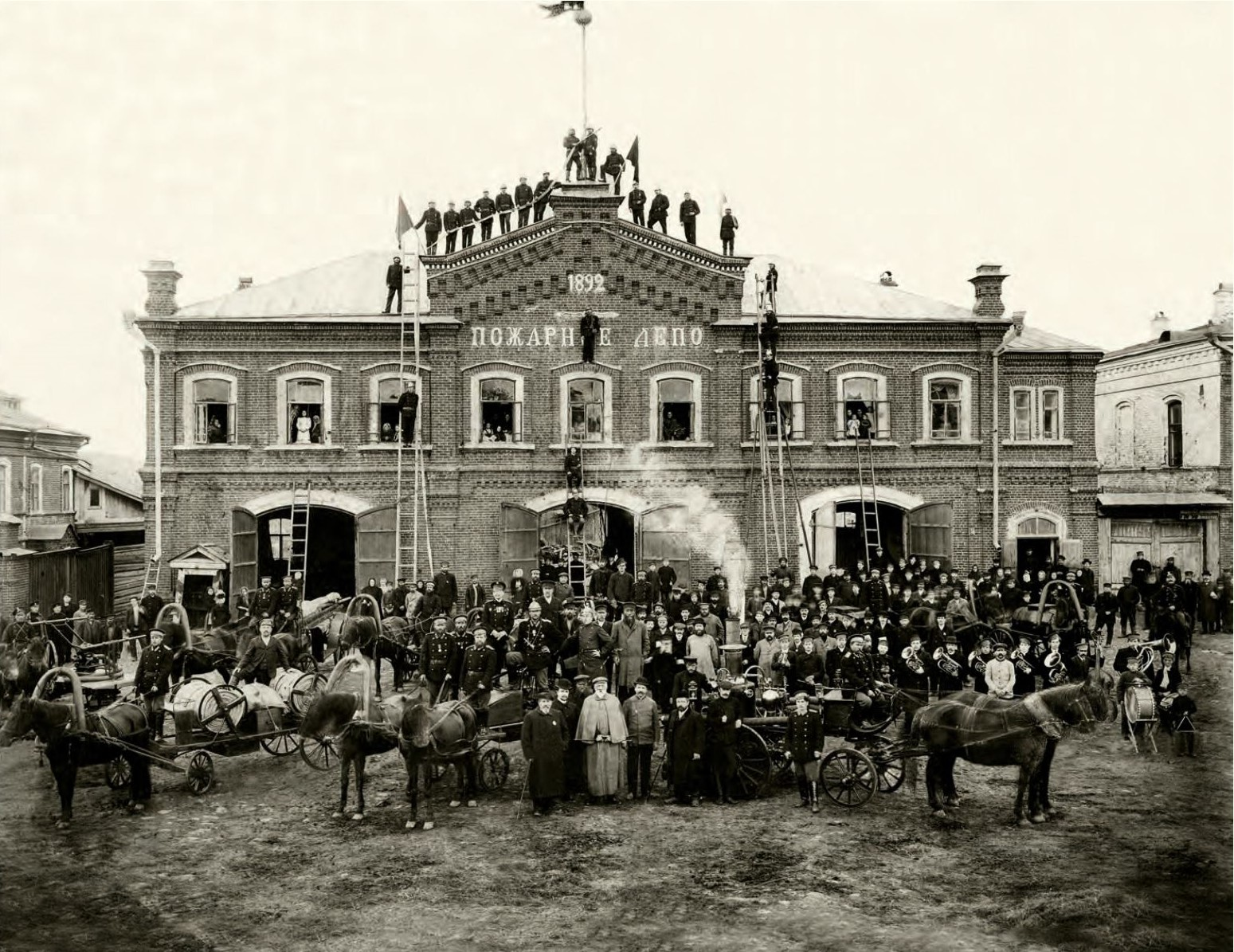
Соборная площадь. Пожарное депо. 1902 год.

В 1892 году в городе открылось пожарное депо. Население Вязников в 1897 году составляло 5164 человека, в городе было восемь церквей, женская прогимназия, городское училище с ремесленным классом, церковно-приходская школа и несколько приходских училищ, много садов.

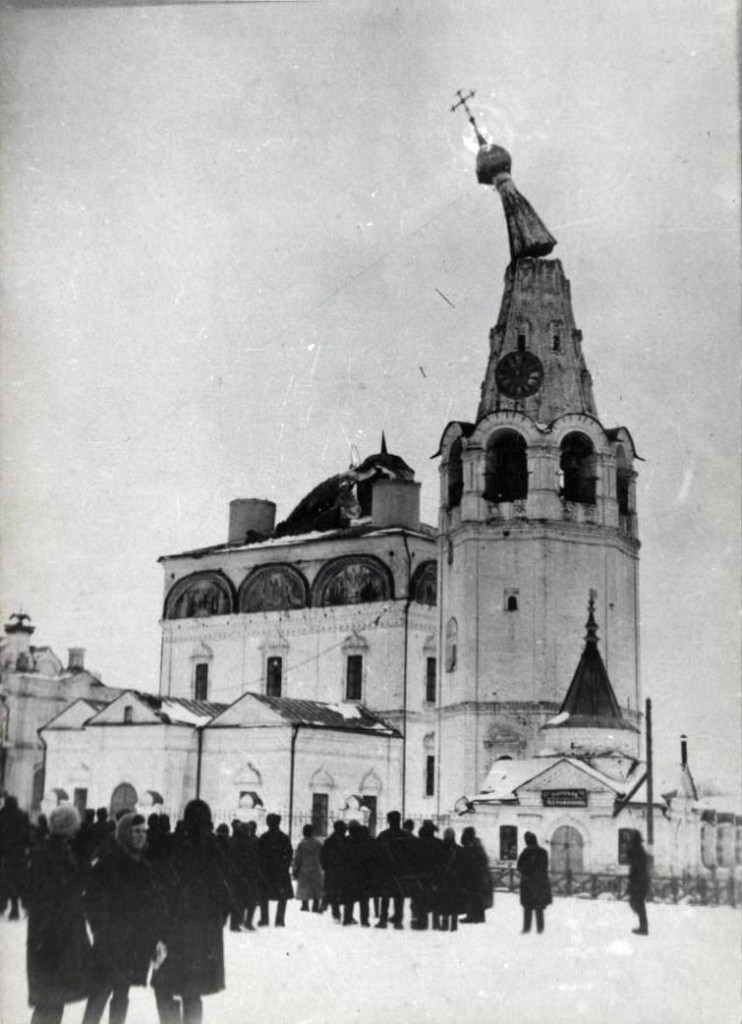
Разрушение колокольни при Казанском соборе. 1929 г.

В советский период, после непродолжительного спада, вызванного революцией, Первой мировой и гражданской войнами, промышленный потенциал города продолжил развиваться уже на основе планового хозяйства. В 1920-х годах частные производства были объединены и реорганизованы. Самое крупное объединение — фабрика «Свободный пролетарий» (с 1965 года — Вязниковский льнокомбинат) стала — до запуска завода ОСВАР — основным градообразующим предприятием. В 1941 году в Вязниках начал действовать механический завод, впоследствии преобразованный в завод «Текмашдеталь».
В 1929 году Казанский собор был закрыт и начался его постепенный снос, полностью снесён к 1936 году. Вязниковскую Казанскую икону Божией Матери удалось спасти прихожанам.
В годы Великой Отечественной войны и позднее Вязники дали 26 Героев Советского Союза и одного кавалера ордена Славы трёх степеней. Половина Героев Советского Союза были лётчиками. Это связано с тем, что в окрестностях города в 1941 году из эвакуированных в тыл Остафьевской и Серпуховской авиашкол была сформирована Вязниковская школа пилотов. В ней, в том числе, обучалась и спецгруппа курсантов — сыновей членов Советского правительства и руководства Компартии. Как учебная авиационная организация школа просуществовала до 2007 года.
В 1967—1975 годах построен Вязниковский завод автотракторной осветительной арматуры (сейчас ОСВАР). Завод планировался как поставщик комплектующих для строящихся Волжского и Камского автозаводов, в 1984 году он стал крупнейшим предприятием страны по выпуску автомобильных светотехнических приборов. Для проживания рабочих завода был построен микрорайон Дечинский, названный в честь чешского города-побратима Дечин.
Расширение границ и рост промышленного потенциала города привели к значительному увеличению численности населения, которое перестало расти с началом перестройки в конце 1980-х годах.
В 2005 году в результате реформы местного самоуправления город Вязники стал центром городского поселения «Город Вязники» в составе Вязниковского муниципального района, а посёлок городского типа Нововязники включён в состав города как микрорайон.
В 2008 году Вязники из города областного подчинения преобразован в город районного подчинения.

## Население
| 1784    | 1856    | 1859    | 1870    | 1891    | 1897    | 1913    | 1920    | 1923    | 1926    | 1931    | 1939    | 1959    | 1967    | 1970    | 1979    | 1989    | 1992    | 1998    | 2000    |
| ------- | ------- | ------- | ------- | ------- | ------- | ------- | ------- | ------- | ------- | ------- | ------- | ------- | ------- | ------- | ------- | ------- | ------- | ------- | ------- |
| 1925    | ↗5300   | ↘4944   | ↘4411   | ↗5164   | ↗8862   | ↗10 900 | ↘9423   | ↗12 344 | ↗17 070 | ↗24 100 | ↗33 502 | ↗39 392 | ↗42 000 | ↗42 714 | ↗45 916 | ↘45 438 | ↘45 400 | ↘43 400 | ↘42 200 |
| 2001    | 2002    | 2003    | 2005    | 2006    | 2008    | 2009    | 2010    | 2011    | 2012    | 2013    | 2014    | 2015    | 2016    | 2017    | 2018    | 2019    | 2020    | 2021    |         |
| ↘41 400 | ↘40 398 | ↗40 400 | ↗43 800 | ↘42 900 | ↘41 500 | ↘40 916 | ↗41 248 | ↘41 040 | ↘40 277 | ↘39 401 | ↘38 661 | ↘37 866 | ↘37 197 | ↘36 635 | ↘35 865 | ↘35 028 | ↘34 521 | ↗36 203 |         |

На 1 января 2025 года по численности населения город находился на 450-м месте из 1124 городов Российской Федерации.

## Достопримечательности
- Благовещенский монастырь (XVII век).
- Троицкая церковь, кирпичный храм в духе традиционного зодчества, выстроенный в 1756—1761 годах на месте старинной деревянной церкви. Бесстолпный пятиглавый четверик с трапезной и отдельно стоящей шатровой колокольней. Колокольня построена в Ярополье, на самом высоком месте. Церковь стоит на территории города Ярополча, существовавшего в XVII веке, на Мининской горе. Гора названа так по месту постоя дружины Минина и Пожарского.
- Крестовоздвиженская церковь. Кирпичная кладбищенская церковь, построенная в 1794 году на средства купца Василия Водовозова. Территория обнесена с четырёх сторон кирпичной оградой с парадными трёхчастными воротами на северной стороне ограды. На территории церкви находится Крестовоздвиженское кладбище с братскими могилами русских воинов, погибших от ран в госпиталях Вязников в годы Великой Отечественной войны 1941—1945 годов.
- Вязниковский историко-художественный музей (дом купца Елизарова, трёхэтажный каменный дом с высоким портиком и колоннами по фасаду, построен в 1791 году по проекту Василия Баженова), уникальный экспонат — единственная в России паровая машина Джеймса Уатта в 10 лошадиных сил, сделанная в Англии.
- Усадьба фабриканта Сенькова (XIX век).
- Здание гимназии (1890-е годы, архитектор Сергей Родионов), Советский переулок, 4).
- Городская застройка XVIII — начала XX веков.

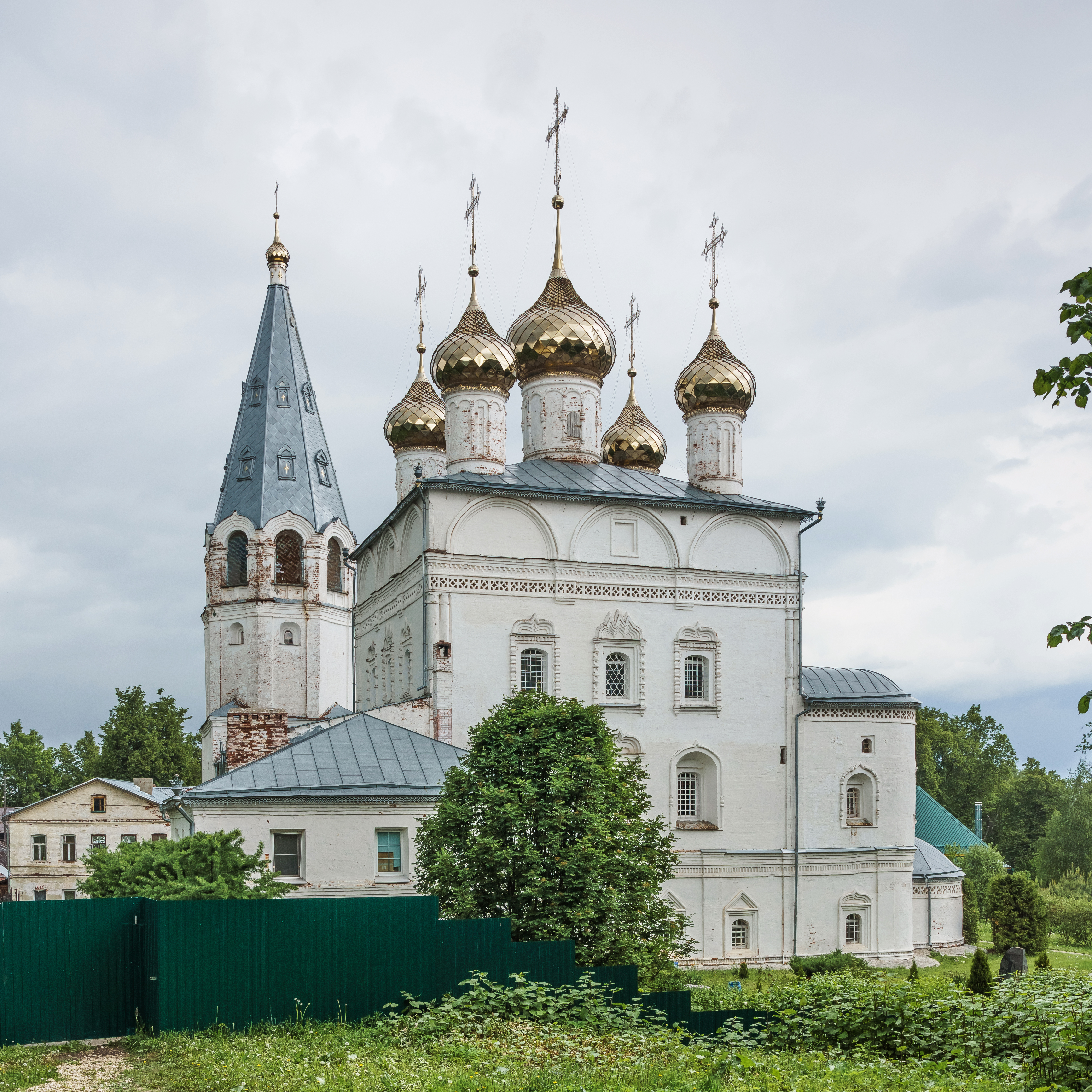
Благовещенский монастырь
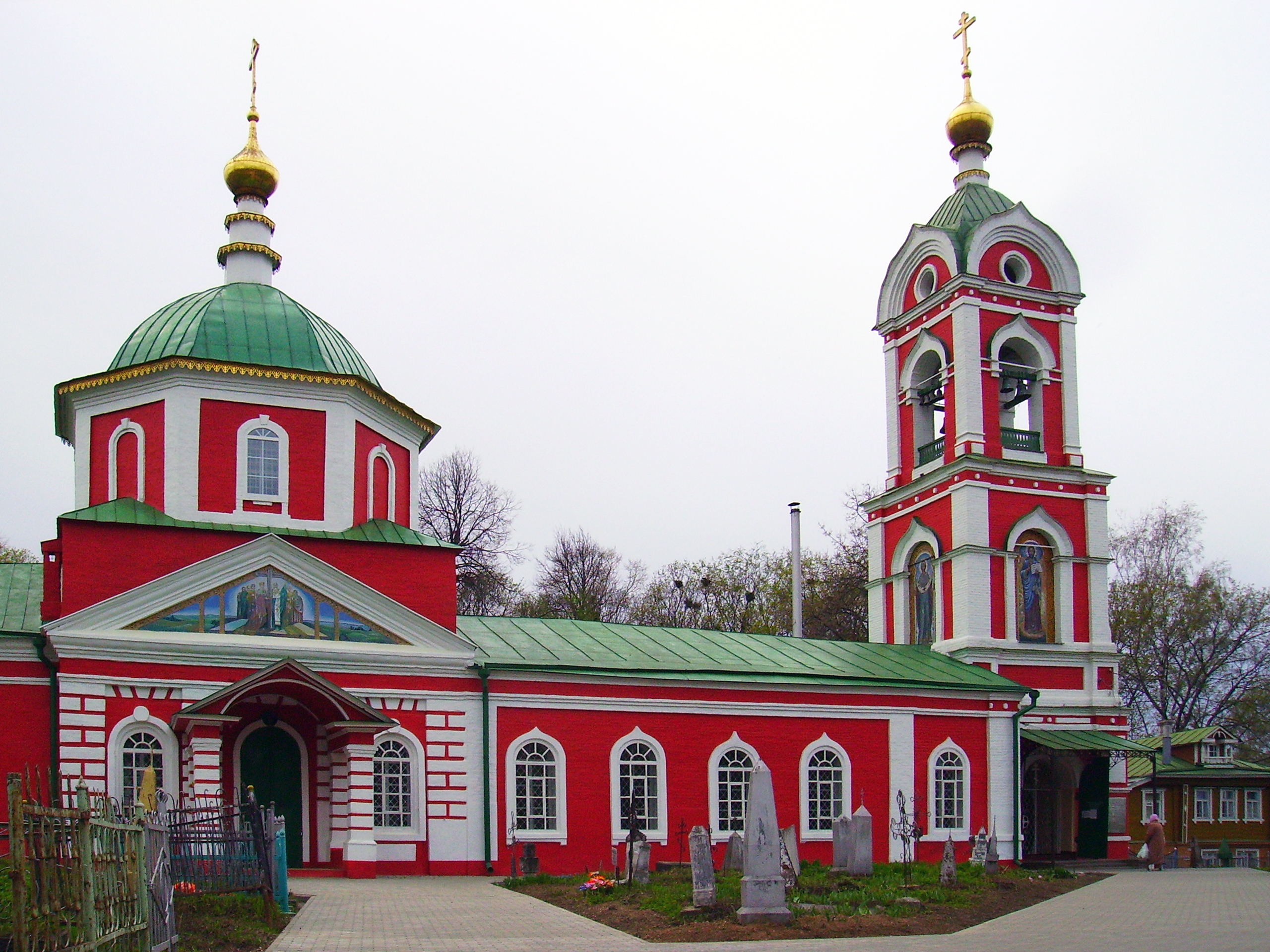
Крестовоздвиженская церковь
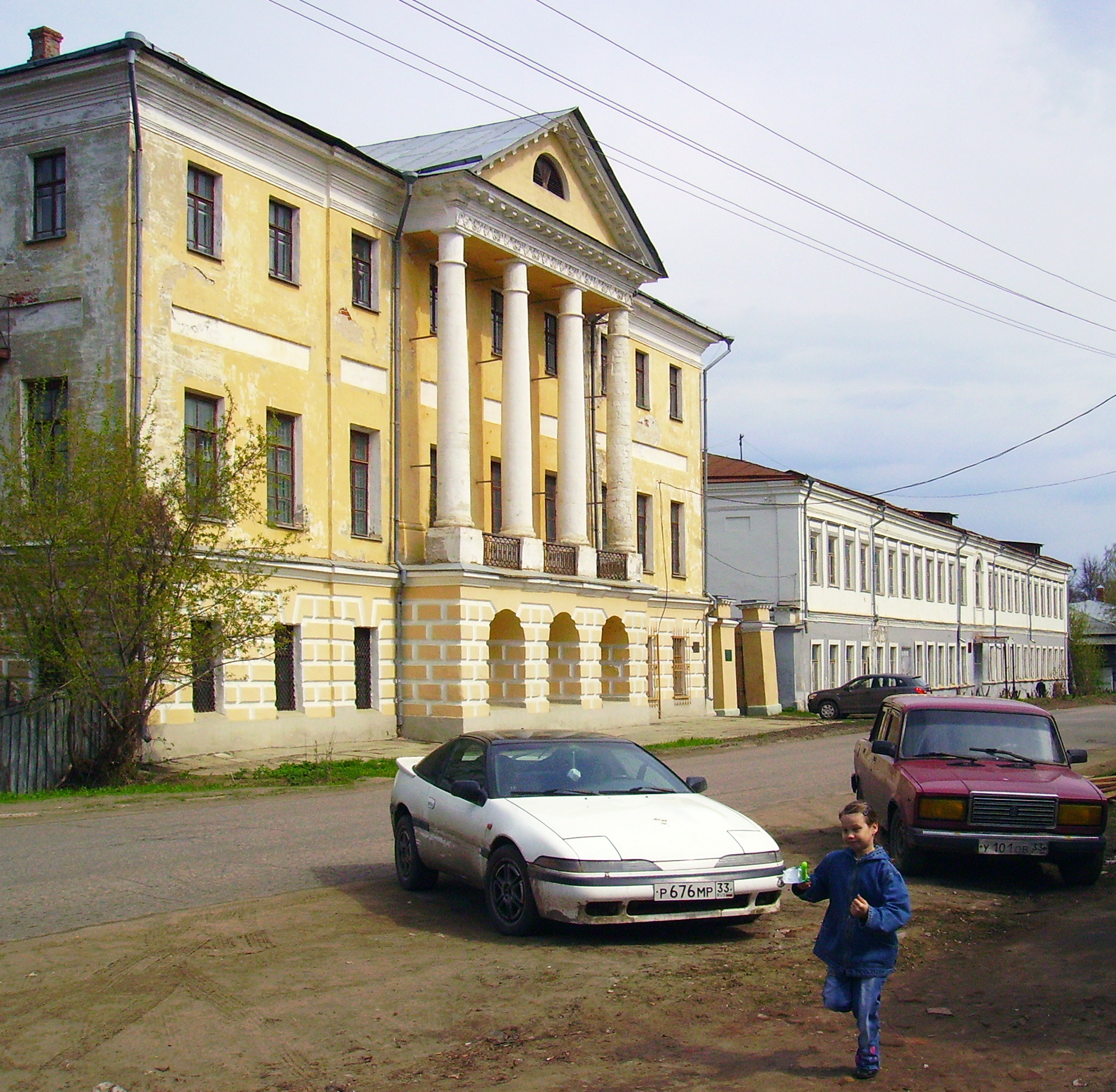
Музей (дом купца Елизарова)
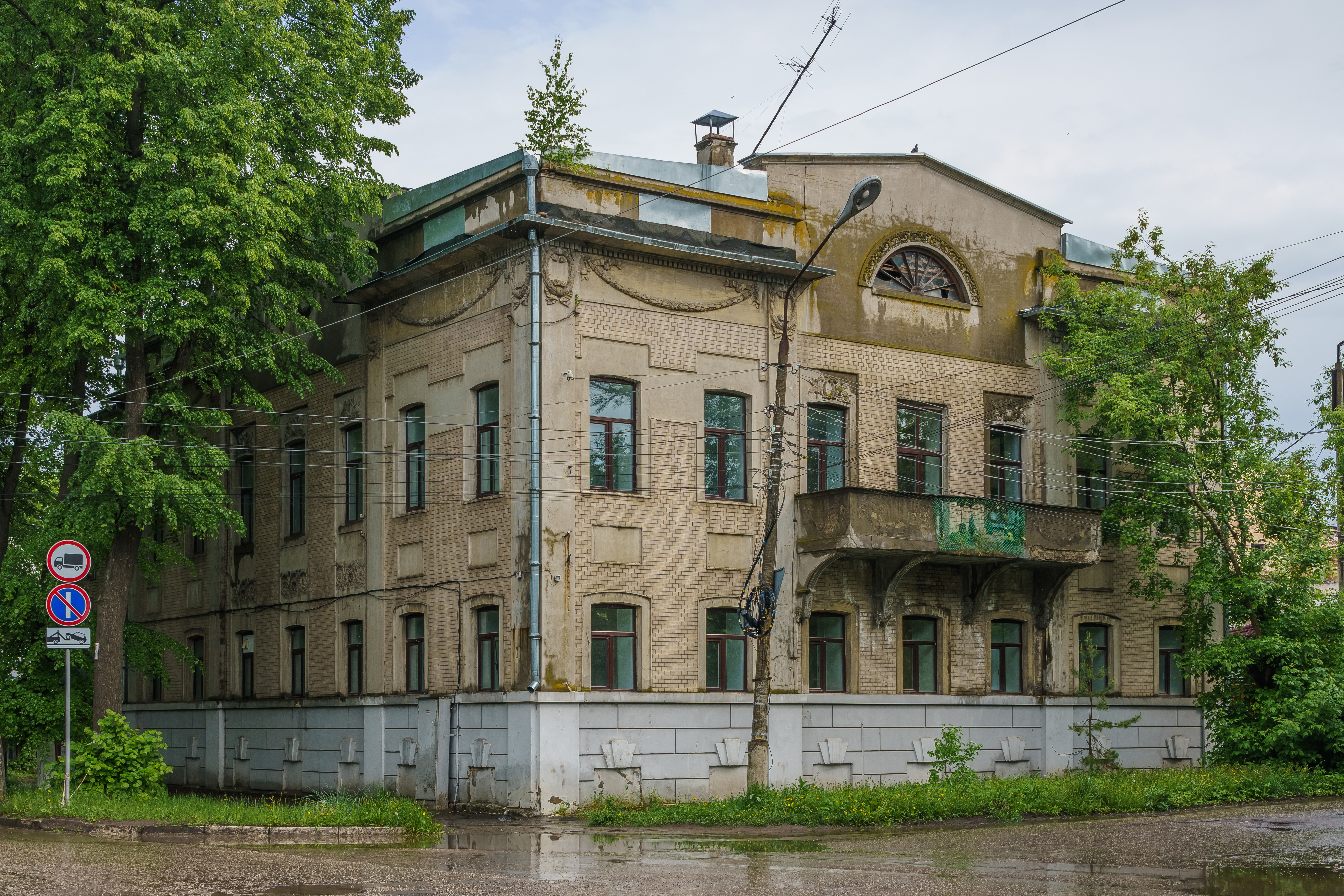
Особняк Демидова

## Образование, культура, спорт

### Образование
Учреждения высшего профессионального образования
- Владимирский институт экономики, политики и права

Учреждения среднего профессионального образования
- Государственное автономное профессиональное образовательное учреждение Владимирской области «Вязниковский технико-экономический колледж» (На данный момент является одним из самых крупных колледжей Владимирской области).

Учреждения начального, среднего и дополнительного образования
- В городе работает 23 детских сада
- В городе работает 8 средних общеобразовательных школ, 7 молодёжных центров и клубов
- ЦДОД Вязники — дополнительное образование в направлениях: туристско-экскурсионное, гражданско-патриотическое, техническое, художественно-эстетическое
- МУЧ Детско-юношеский клуб «Атлет» (микрорайон Нововязники, ул. 1-я Шоссейная) — клуб физической подготовки и дополнительного образования (хоккей, футбол — команда «ЛУЧ-Атлет»)
- Негосударственное общеобразовательное учреждение «Православная гимназия имени преподобного Серафима Саровского»
- Школа искусств имени Л. И. Ошанина (ул. Комсомольская) — обучение по 26 специальностям на 5 отделениях

### Культура
- ГЦКиО «Спутник» (ул. Комсомольская)
- Образцовый хореографический коллектив «Театр Танца: Империя»
- Театральная студия «Фалия»
- Образцовый детский театр песни «Сюрприз»
- Муниципальный ансамбль духовного искусства «Созвучие»
- Муниципальный народный коллектив духового оркестра под управлением Станислава Власова
- Всероссийский праздник поэзии и песни им. А. И. Фатьянова. Проводится каждое лето, собирая тысячи людей, в том числе известных композиторов, поэтов и артистов страны.

### Музеи
- Вязниковский историко-художественный музей. Экспозиции музея: животный мир, солдаты победы, паровая машина Уатта, художественный отдел, из истории фабрикантов Сеньковых. Картинная галерея — жемчужина города является одной из богатейшей во Владимирской области, в которой представлены подлинные полотна Айвазовского, Бенуа, Боголюбова, Гермашева, Коровина, Куликова, Шишкина и др.
- Музей Песни XX века — создан во славу песенной культуры русского народа, он собирает воедино со всех концов страны песенные документы, свидетельствующие о славных страницах истории песенного искусства
- Музей истории Вязниковского спорта. (мкр. Нововязники, ул. Шоссейная)

### Спорт
- Стадион «Текстильщик» (ул. Герцена)
- Стадион «Текмаш» (ул. Физкультурная)
- Стадион «Спартак» (ул. Пушкинская)
- Физкультурно-оздоровительный комплекс (ФОК «Олимп») (микрорайон Ефимьево)
- Спортивный физкультурно-оздоровительный комплекс «Чемпион» (ул. Новая) — универсальный спортивный и тренажёрный зал, бассейн длиной 25 м. Площадь 3,5 тысячи квадратных метров
- Автомототрасса (карьер у д. Быковка, микрорайон Текмаш) — проходят соревнования по мотокроссу, джип-спринту, джип-триалу.

## Экономика

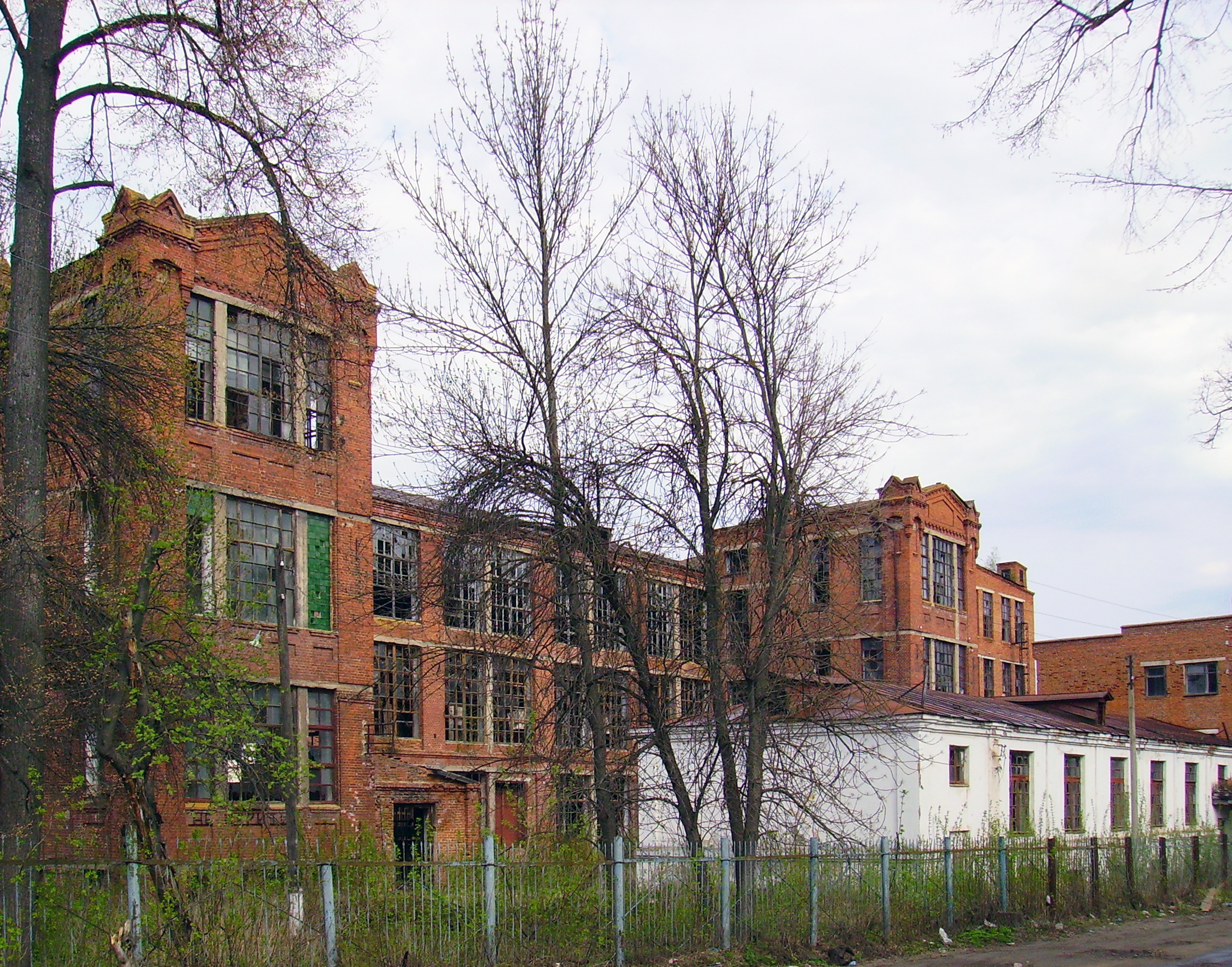
Старинное здание льнокомбината

С начала XIX века — один из центров льняной промышленности России.
- Предприятие «Освар» (входит в группу ПАО «Объединённые автомобильные технологии») — автотракторное оборудование, автомобильная светотехника.
- "Автоцентр Освар — крупный поставщик автотракторного оборудования, автомобильной светотехники, запчастей и комплектующих.
- Предприятие нетканых материалов — производство нетканых иглопробивных полотен на основе натуральных льняных и синтетических волокон.
- Предприятие «Промтекс» — производство льняных и полульняных готовых тканей, бязи, брезентовых тканей и изделий из них.
- Предприятие «Ярцевское льняное производство» — прядение льняных волокон.
- Ярцевская фабрика — прядение текстильных волокон.
- Вязниковская текстильно-галантерейная фабрика — производство хлопчатобумажных и капроновых готовых лент, а также шнур плетельный льняной и капроновый.
- Вязниковская швейная фабрика — производство швейных изделий.
- Вязниковский завод радиоэлектронной техники — контрактное производство электроники.
- Предприятие «Выбор-С» — производство минеральной воды «Я».
- Вязниковская швейная фабрика.
- Фабрика Nestlé по производству продукции Maggi[46].
- Предприятие «Имидж-траст» — производство и продажа спецодежды.
- Вязниковский консервный завод, практически бездействующий.
- Предприятие «Алеко» — производство и продажа хлебобулочных изделий.
- Предприятие «Деликатесы» — производство и продажа молочной продукции.
- Вязниковский молококомбинат — производство и продажа молочной продукции.
- Вязниковский производственный комбинат — производство мебели.
- ФГУ «ИК-4 УФСИН России по Владимирской области» — производство скобяных и замочных изделий.
- Агролесхоз «Вязниковский» — производство пиломатериалов, заготовка и вывозка древесины.
- ООО «Валф-Рус» — производство пластмассовых плит, полос, труб и профилей.
- ООО «Рабочий стандарт» — выпуск рабочей спецодежды.
- ООО «Теслафт» — производство автомобильных ламп Teslaft[47].

## Транспорт

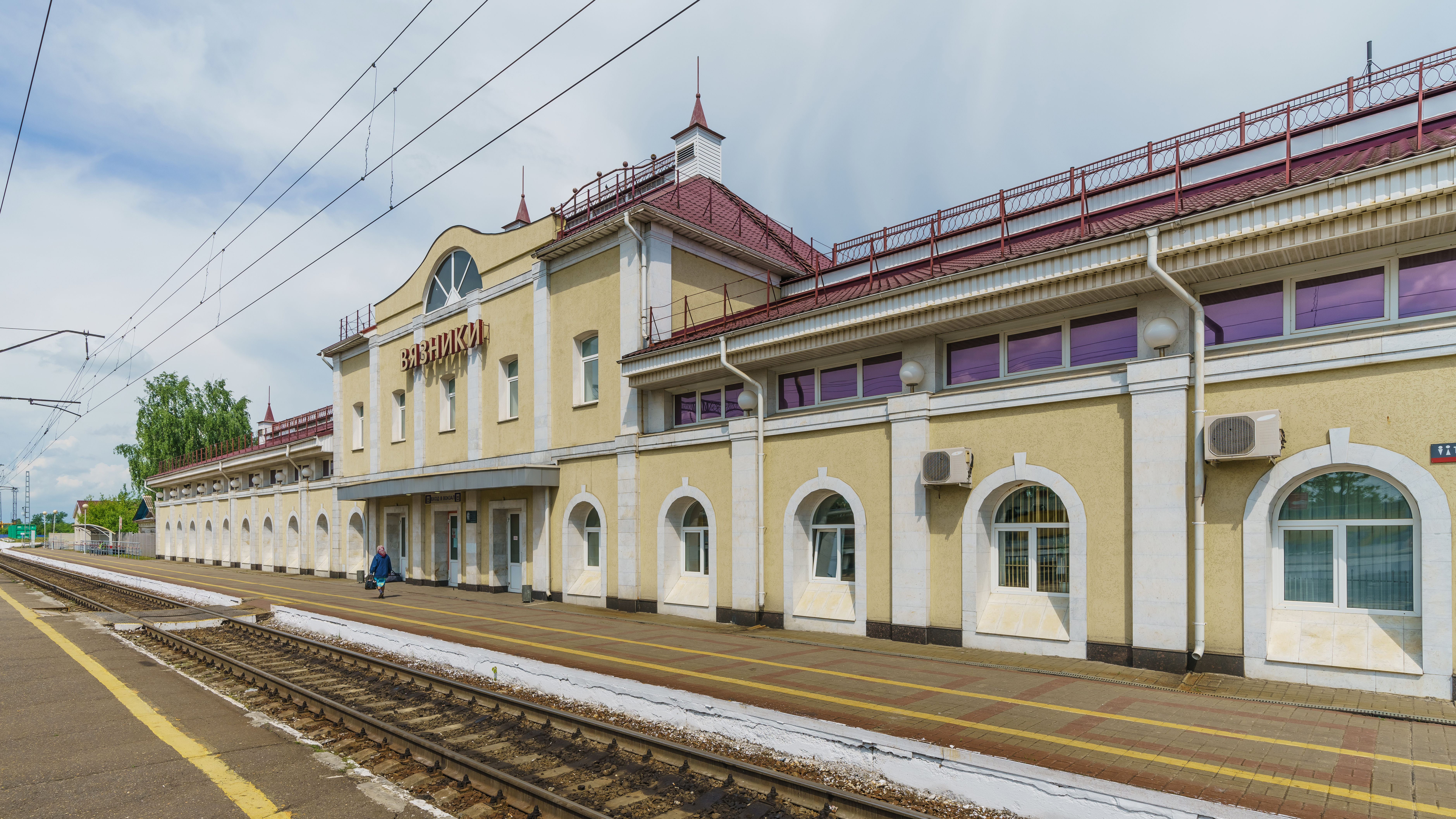
Железнодорожный вокзал

- В городе действует пять автобусных маршрутов, представленных микроавтобусами и автобусами большой вместительности, и несколько частных фирм такси.
- С южной стороны город обходит федеральная автомобильная дорога М-7 «Волга».
- На въезде в город, на автомобильной дороге М-7 «Волга» расположена автостоянка «Транзит».
- Город является ближайшим к Москве с автобусами ЛиАЗ-677 (3 экземпляра[48]) в регулярной пассажирской эксплуатации. С 2016 года в связи с банкротством предприятия их судьба неизвестна.
- В двух километрах на юг, в микрорайоне Нововязники, расположена железнодорожная станция Вязники (современный ход Транссибирской магистрали), подъездные пути к предприятиям города.
- В трёх километрах на восток от города расположена взлётно-посадочная полоса.
- Вблизи города имеются отводы на город: крупный газопровод Уренгой — Центр и продуктопровод Нижний Новгород — Рязань.
- До недавнего времени на реке Клязьме работал речной порт Вязники, занимающийся грузовыми речными перевозками, а также перевалкой речного песка.

## Средства массовой информации

### Радиостанции
| Частота МГц | Название                              | RDS |
| ----------- | ------------------------------------- | --- |
| 70,28       | Радио России / ГТРК Владимир (Молчит) | -   |
| 88,1        | Авторадио                             | +   |
| 89,7        | Юмор FM                               | +   |
| 90,1        | Радио России / ГТРК Владимир          | -   |
| 91,1        | Радио Ваня                            | -   |
| 91,5        | Радио Дача                            | +   |
| 100,2       | Новое радио                           | +   |
| 101,5       | Радио Рекорд                          | +   |
| 103,0       | Европа Плюс                           | +   |
| 103,5       | Русское радио                         | -   |
| 104,3       | Радио 7 на семи холмах                | +   |
| 105,8       | DFM                                   | +   |
| 107,0       | Дорожное радио                        | -   |
| 107,9       | Маруся FM                             | -   |

### Газеты
- «Маяк» (общественно-политическая газета, основана в 1917 году).
- «Вязниковский курс» (рекламный еженедельник, основан в 2008 году).
- «Районка, XXI век», тираж 10000 экз. (еженедельная газета, основана в 2010 году, распространяется бесплатно).

С 1996 по 1998 год издавалась первая в районе независимая газета «Новая вязниковская газета плюс» (сокращённо — «НВГ Плюс»).

### Телевидение
МБУ «Вязники-ТРК». Телерадиокомпания «Вязники» была официально зарегистрирована 27 июня 2002 года. В течение 2 лет осуществлялся выпуск в эфир только радиопрограмм на первом проводном канале «Радио России». В 2004 году администрация района предоставила компании старинное здание в историческом центре города, где разместились теле- и радиостудии, оснащённые необходимым для выпуска передач оборудованием. 20 июля 2004 года в эфир вышел первый выпуск телепрограммы ТРК «Вязники» на канале ТВ Центр. С декабря 2011 года по октябрь 2019 года программы МБУ «Вязники-ТРК» транслировались на телеканале «РЕН-ТВ». Выпуски: 5 дней в неделю, 3 раза в день. Время выхода в эфир: 07:00, 12:30 и 19:00.
Местный ретранслятор предоставляет 2 мультиплекса цифрового телевидения:
- Первый мультиплекс цифрового телевидения России (36 канал)
- Второй мультиплекс цифрового телевидения России (50 канал)